# De Situ Britanniae

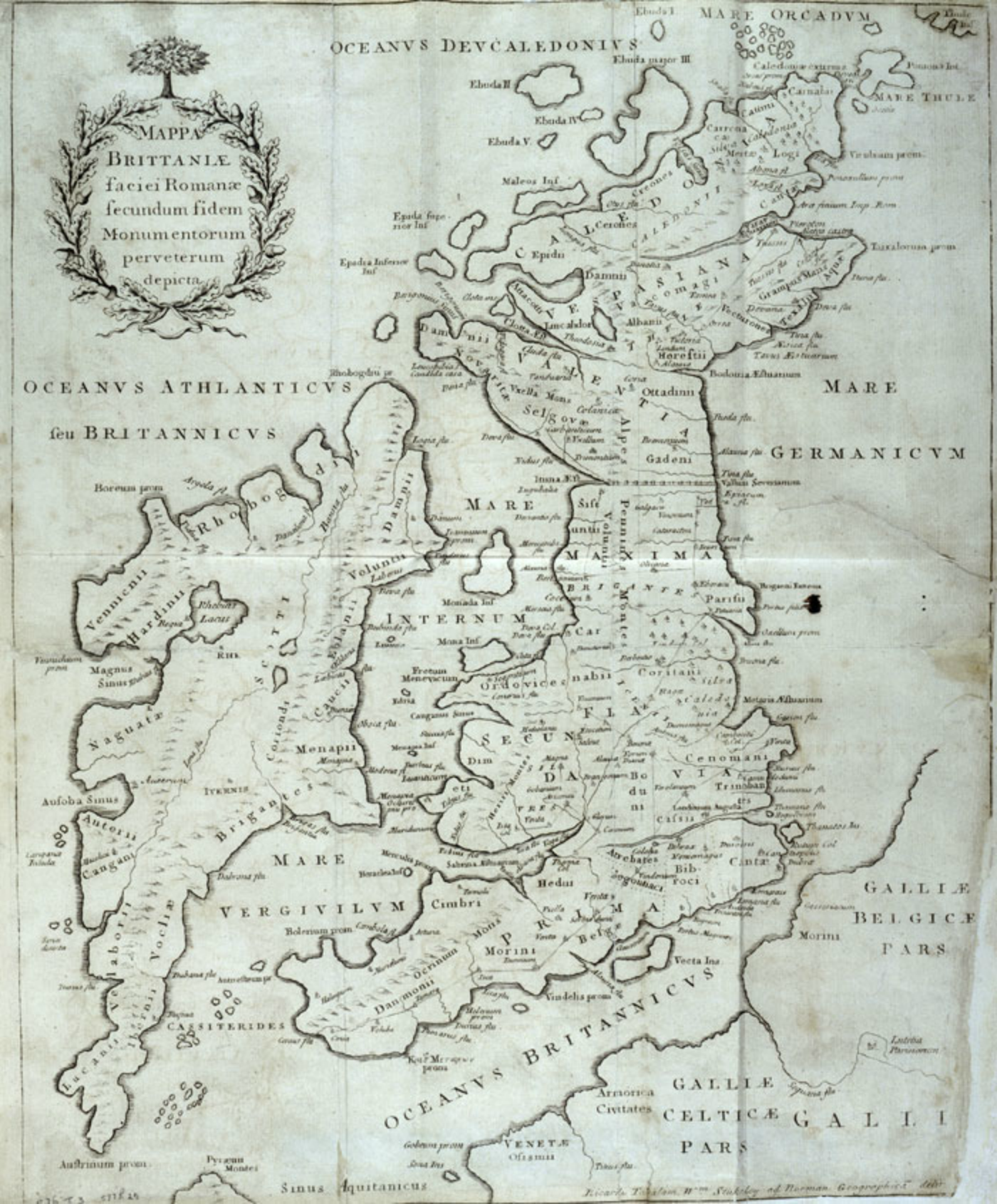
El mapa falso publicado en 1757. Mappa Britanniae faciei Romanae secundum fidem monumentorum pervertum depicta. Ricardi Tabulam Wm Stukeley ab Norman Geographica de[...?] (Un relato sobre Ricardo de Cirencester, monje de Westminster y de sus obras, con su mapa antiguo de la Britania romana, escrito por Wm Stukeley.)

De situ Britanniae, en inglés, The Description of Britain, es una falsificación literaria de un manuscrito, con mapa, originalmente acreditado a Richard de Cirencester (c. 1335-c. 1401), sobre la historia de la provincia romana de la Britania romana. Fue publicado en Dinamarca en 1757 y en Inglaterra en 1758, de nuevo en 1809 y con tres ediciones más publicadas en Inglaterra entre 1839 y 1847.
Se menciona la existencia del manuscrito por primera vez en 1747 y se publicaría una versión completa de la obra en 1757. Al incorporar nuevos datos de poblaciones de las islas británicas en la época del Imperio romano, el manuscrito fue considerado en su día una fuente importante, siendo citado por numerosos historiadores y fueron varios los expertos destacados que se dejaron engañar, incluyendo a William Stukeley, quien fue el primero en recibir noticias del manuscrito, a Edward Gibbon, al bibliotecario de la Biblioteca Cotton, que pocos años después formaría la base de lo que hoy es la Biblioteca Británica, al topógrafo William Roy y al destacado paleógrafo Frederic Madden.
Aunque en 1838, la English Historical Society decidió excluirlo de su colección de obras y publicó una declaración explicando sus dudas respecto a su autenticidad y pidiendo que se estudiara el tema en más profundidad y, en 1845, un alemán, Karl Wex demostró en una publicación alemana, en un artículo publicado un año más tarde en inglés en The Gentleman's Magazine, que algunas citas equivocadas atribuidas a Tácito procedían de unas erratas producidas en 1497, no sería hasta 1866-7 que B. B. Woodward, el Bibliotecario Real del castillo de Windsor, y J. E. B. Mayor, el bibliotecario de la Universidad de Cambridge, demostraron definitivamente que se trataba de un fraude.
Entre las pruebas conclusivas que Woodward reunió fue la mala calidad del latín supuestamente usado por Richard, un latín que claramente era una traducción desde el inglés con la ayuda de un diccionario o, en sus palabras «todo indicaba que se trataba de la obra de un hombre como Bertram traduciendo un mal inglés a un latín aún peor».
El manuscrito había sido supuestamente descubierto en Dinamarca por el catedrático de Lengua Inglesa de la Universidad de Copenhague, Charles Julius Bertram, quien, en una carta a Stukeley, un destacado anticuario en Inglaterra, le informó que su amigo, Gramm, el bibliotecario del rey de Dinamarca, había encontrado el manuscrito pero que se negaba a entregarlo. Sí accedió a enviarle a Stukely copias, lo cual hizo entre 1747 y 1749.
Tras la publicación del manuscrito, refrendado por una fuente tan reputado como Stukeley, algunos de los nombres de poblaciones que Bertram había inventado empezaron a aparecer incluso en los mapas oficiales del Ordnance Survey. Así, el nombre de la formación montañosa más importante de las islas británicas, los Pennines, no figura en ninguna fuente anterior a la publicación de De Situ Britanniae y se supone que Bertram tomó prestado el nombre de los Apeninos de Italia. Sin embargo, el nombre ya se ha adoptado definitivamente en el Reino Unido.
De la Britania original se pasa a las de la Britania Inferior al norte y la Britania Superior al sur y, de allí a las cuatro provincias británicas a finales del siglo III, Prima, Secunda, Flavia y Maxima. De Situ Britanniae ubicaba una quinta, Valentia, —de cuya eventual existencia ya se había discutido— entre el Muro de Adriano y el Muro de Antonino e introduce una sexta provincia británica, Vespasiana, en las Tierras Altas de Escocia.